# Aeropuerto de Parma
El aeropuerto de Parma (en italiano: Aeroporto di Parma) (IATA: PMF, OACI: LIMP) se encuentra a unos 2,4 kilómetros al noroeste de Parma, Emilia-Romaña, Italia. El aeropuerto fue inaugurado el 5 de mayo de 1991. También se conoce como Aeropuerto Giuseppe Verdi o Aeropuerto de Parma "Giuseppe Verdi", en honor al compositor italiano Giuseppe Verdi.
En julio de 2024, Centreline Airport Partners adquirió una participación del 51% del aeropuerto.

## Aerolíneas y destinos
Las siguientes aerolíneas operan vuelos regulares programados desde y hacia Parma:

### Destinos nacionales
| Ciudades | Aeropuerto                         | Aerolíneas              |
| Italia   | Italia                             | Italia                  |
| -------- | ---------------------------------- | ----------------------- |
| Cagliari | Aeropuerto de Cagliari-Elmas       | Ryanair                 |
| Olbia    | Aeropuerto de Olbia-Costa Smeralda | AeroItalia (estacional) |
| Palermo  | Aeropuerto de Palermo-Punta Raisi  | Ryanair (estacional)    |

### Destinos internacionales
| Ciudades por países | Nombre del aeropuerto                | Aerolíneas |
| Europa              | Europa                               | Europa     |
| ------------------- | ------------------------------------ | ---------- |
| Moldavia            |                                      |            |
| Chisináu            | Aeropuerto Internacional de Chisináu | FlyOne     |